# Smiling Fish 2011
Der Smiling Fish 2011 im Badminton fand vom 26. April bis zum 1. Mai 2011 in Trang statt.

## Sieger und Platzierte
| Disziplin    | Gold                                          | Silber                                  | Bronze                                          |
| ------------ | --------------------------------------------- | --------------------------------------- | ----------------------------------------------- |
| Herreneinzel | Ashton Chen Yong Zhao                         | Parinyawat Thongnuam                    | Derek Wong Zi Liang                             |
| Herreneinzel | Ashton Chen Yong Zhao                         | Parinyawat Thongnuam                    | Lim Fang Yang                                   |
| Dameneinzel  | Yuka Kusunose                                 | Emi Moue                                | Evelyn Chee Yi Lyn                              |
| Dameneinzel  | Yuka Kusunose                                 | Emi Moue                                | Sonia Cheah Su Ya                               |
| Herrendoppel | Nelson Heg Wei Keat Teo Ee Yi                 | Hendra Setyo Nugroho Tri Kusuma Wardana | Bodin Isara Pisit Poodchalat                    |
| Herrendoppel | Nelson Heg Wei Keat Teo Ee Yi                 | Hendra Setyo Nugroho Tri Kusuma Wardana | Andhika Anhar I Komang Sandy Wijaya             |
| Damendoppel  | Chayanit Chalardchaleam Pattharaporn Jindapol | Lam Narissapat Maetanee Phattanaphitoon | Rodjana Chuthabunditkul Chanida Julrattanamanee |
| Damendoppel  | Chayanit Chalardchaleam Pattharaporn Jindapol | Lam Narissapat Maetanee Phattanaphitoon | Chow Mei Kuan Lee Meng Yean                     |
| Mixed        | Tan Aik Quan Lai Pei Jing                     | Andhika Anhar Keshya Nurvita Hanadia    | Wannawat Ampunsuwan Chonticha Kittiharakul      |
| Mixed        | Tan Aik Quan Lai Pei Jing                     | Andhika Anhar Keshya Nurvita Hanadia    | Wasapon Uttamang Chayanit Chalardchaleam        |